# 拜占庭禮天主教奧地利教長區
拜占庭禮天主教奧地利教長區（拉丁語：Austriae）是一個東儀天主教教長區，負責牧養奧地利的拜占庭禮教友。直屬聖座。
教長區成立於1956年6月13日，教長駐於首都維也納。2009年有廿三名司鐸、九個堂區、10,000名教友。歷任教長皆由維也納總主教擔任，現任教長為舒安邦樞機。